# TV Maior
TV Maior é uma emissora de televisão brasileira sediada em Campina Grande, cidade do estado da Paraíba. Opera no canal 11 (35 UHF digital) e pertence ao Sistema Correio de Comunicação, que em Campina Grande também controla a 98 FM. Seus estúdios estão localizados no Centro, e sua antena de transmissão está no bairro Jardim Continental.

## História
A emissora entrou no ar em caráter experimental em 14 de agosto de 2014 no canal 11, substituindo a retransmissora da TV Arapuan em Campina Grande.
Inicialmente prevista para maio, a inauguração da emissora ocorreu em 17 de junho de 2015, com a transmissão da festa de São João de Campina Grande no programa São João Maior. Desde a sua inauguração, a emissora só transmitia a programação nacional da RedeTV!, além de produzir anualmente o São João Maior durante as festas juninas e debates eleitorais. 
A emissora transmitia uma produção independente, o PB Tem, produzido pela Federação das Indústrias do Estado da Paraíba, exibido aos sábados.
Em 2018, a emissora começou a veicular o programa do Padre Reginaldo Manzotti em parceria com a TV Evangelizar, entre 16h30 e 17h da tarde.
Em 6 de julho de 2020 a emissora passou a transmitir em conjunto com a 98 FM de Campina Grande o Programa Balanço Geral que está no ar há anos na 98 FM, apresentado por Celino Neto e Carlos Souza das 17h até às 19h.
Em 5 de fevereiro de 2022 a emissora passou a exibir o programa Nordeste D'versos, em conjunto com a TV Nordestina, onde já era veiculado há mais de três anos. 
Em 28 de dezembro de 2023, a emissora perde a afiliação com a RedeTV! após 8 anos devido ao Sistema Opinião de Comunicação fechar um acordo de exclusividade com o canal paulista atingindo os estados da Paraíba, Sergipe, Alagoas e o interior de Pernambuco. Na Paraíba, a RedeTV! passou a ser retransmitida pela TV Manaíra. Para substituir os espaços da parceria anterior, a TV Maior começou a exibir os programas da Correio FM, além de reexibir os shows do São João no Parque do Povo.
No dia 29 de dezembro de 2023, a TV Maior iniciou a transmissão de parte da grade de programação da TV Evangelizar. Simultaneamente, a emissora passou a veicular, em parceria com a 98 FM, o programa matinal Correio da Manhã, já estabelecido na grade da 98 FM há vários anos, conduzido por Carlos Souza e Victor Silva, indo ao ar das 6h às 8h.
Em 24 de janeiro de 2024, a TV Maior firmou uma parceria com a produtora Mais Vídeo para implementar mudanças na emissora. O acordo também inclui programação exclusiva para Campina Grande.

## Sinal digital
| Canal virtual | Canal digital | Resolução de tela | Programação                                        |
| ------------- | ------------- | ----------------- | -------------------------------------------------- |
| 11.1          | 35 UHF        | 1080i             | Programação principal da TV Maior / TV Evangelizar |

A emissora iniciou suas transmissões digitais em 6 de abril de 2017, através do canal 35 UHF, em caráter experimental.
Transição para o sinal digital
Com base no decreto federal de transição das emissoras de TV brasileiras do sinal analógico para o digital, a TV Maior, bem como as outras emissoras de Campina Grande, cessou suas transmissões pelo canal 11 VHF em 5 de dezembro de 2018, seguindo o cronograma oficial da ANATEL.